# Kurt Oehlmann

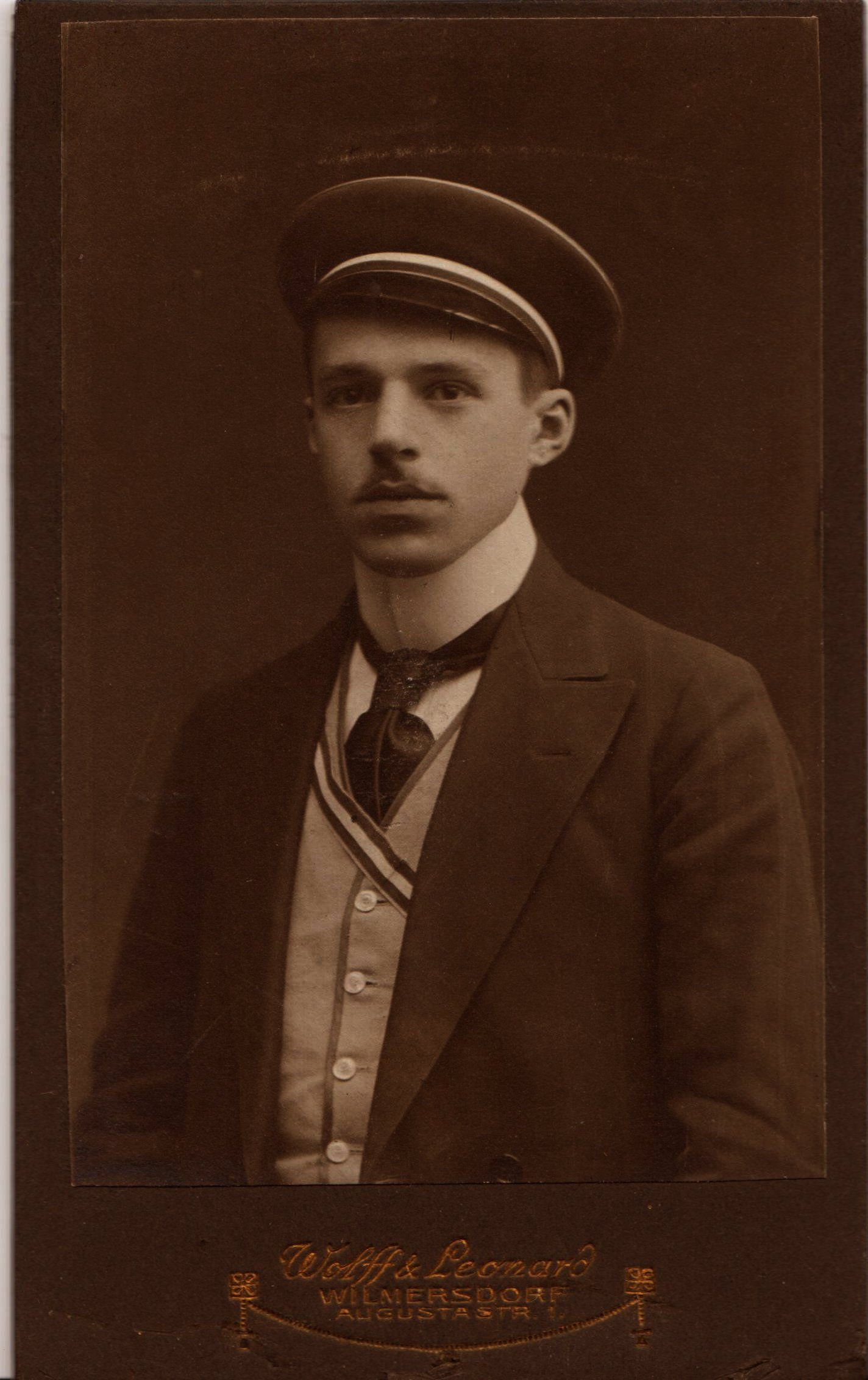
Kurt Oehlmann als Angehöriger des Corps Franconia Berlin im Militärärztlichen Senioren-Convent (WS 1909/10)

Curt Otto Oehlmann, auch Kurt Oehlmann (* 21. August 1886 in Prenzlau; † 26. Juli 1948 im Arbeitslager Workuta, Nordrussland) war ein deutscher Sanitätsoffizier, zuletzt Generalstabsarzt der Wehrmacht.

## Leben
Curt Oehlmann war ein Sohn des Oberst Otto Oehlmann. Curt Oehlmann studierte ab 28. März 1907 an der Kaiser-Wilhelms-Akademie für das militärärztliche Bildungswesen Medizin. Mit Erich Hippke und Willy Vorkastner (und Otto von Schjerning) wurde er 1907 Mitglied des Pépinière-Corps Franconia. Von der Friedrich-Wilhelms-Universität zu Berlin wurde er im Jahr 1913 zum Dr. med. promoviert. Am 18. Oktober 1913 wurde er Assistenzarzt.
Oehlmann wurde in die Reichswehr übernommen und war am 1. März 1928 zum Oberstabsarzt befördert, in der Sanitätsstaffel Kassel der Sanitäts-Abteilung 5. Später kam er nach Rostock.
In der Wehrmacht wurde er am 1. November 1935 Oberstarzt und war 1939 Korpsarzt beim III. Armeekorps (Berlin). Am 1. März 1939 wurde er zum Generalarzt und am 1. Juni 1942 zum Generalstabsarzt befördert. Mit Beginn des Zweiten Weltkriegs war er ab 26. August 1939 kurzzeitig Korpsarzt beim XII. Armeekorps. Am 27. Oktober 1939 wurde er in die Führerreserve versetzt. Anfang Februar 1940 wurde er erneut als Korpsarzt, diesmal beim neu aufgestellten XXXVIII. Armeekorps, eingesetzt, nahm am Westfeldzug teil und war ab dem 11. Juni 1941 erneut in der Führerreserve.
Im Deutsch-Sowjetischen Krieg war er ab 7. Januar 1942 als Nachfolger von Kurt Meyer Armeearzt der 2. Armee. Am Tag nach ihrer Kapitulation, am 9. Mai 1945, geriet er auf der Halbinsel Hela in sowjetische Kriegsgefangenschaft.
Er wurde am 15. November 1947 vom Militärtribunal der Truppen des Innenministeriums der UdSSR (MWD) der Oblast Kursk zu 25 Jahren Besserungsarbeitslager verurteilt. Nach drei Jahren Zwangsarbeit in der Ziegeleifabrik 2 von Workuta kam er im Gulag ums Leben.

## Ehrungen
- Kriegsverdienstkreuz (1939) 2. Klasse mit Schwertern
- Kriegsverdienstkreuz 1. Klasse mit Schwertern
- Deutsches Kreuz in Silber (22. Oktober 1944)